# Буда Красновская
Буда Красновская (бел. Буда Красноўская) — деревня в Кировском сельсовете Наровлянского района Гомельской области Беларуси.
На востоке и западе граничит с лесом.

## География

### Расположение
В 45 км на юго-запад от Наровли, 40 км от железнодорожной станции Ельск (на линии Калинковичи — Овруч), 221 км от Гомеля.

### Гидрография
На реке Ханя (приток реки Желонь, Мухоедовский канал).

## Транспортная сеть
Транспортные связи по просёлочной, а затем автодороге Габрилеевка — Наровля. Планировка состоит из разделённых рекой двух частей: восточной (длинная, почти прямолинейная, ориентированная с юго-запада на северо-восток улица)и западной (короткая с 2 переулками улица из той же ориентацией). Застройка двусторонняя, деревянная, усадебного типа.

## История
Основана в начале XX века переселенцами из соседних деревень. Наиболее активная застройка приходится на 1920-е годы. Начала работу начальная школа, которая в 1922 году переведена в деревню Красновка. В 1929 году организован колхоз. Во время Великой Отечественной войны действовала подпольная группа (руководитель В. Музыченко). В августе 1943 года немецкие каратели полностью сожгли деревню и убили 2 жителей. 63 жителя погибли на фронте. Согласно переписи 1959 года в составе совхоза «Дзержинский» (центр — деревня Дзержинск). Располагался клуб.
До 31 октября 2006 года в составе Красновского сельсовета, с 31 октября 2006 года в Кировском сельсовете.

## Население

### Численность
- 2004 год — 21 хозяйство, 33 жителя.

### Динамика
- 1940 год — 88 дворов, 462 жителя.
- 1959 год — 544 жителя (согласно переписи).
- 2004 год — 21 хозяйство, 33 жителя.